# 阿季奈迪恩战役
阿季奈迪恩战役（Battle of Adjnadayn，阿拉伯语：‎）是发生于634年7月或8月（伊斯兰纪元13年的主马达·敖外鲁月或主马达·阿色尼月）的一场战役，战场在今以色列贝特·古夫林附近。这场战役是拜占庭帝国和正统哈里发国之间的第一次重要会战，最终穆斯林军队取得了胜利。这场战役的细节记载大多来自穆斯林一方，如九世纪的阿拉伯历史学家瓦基迪的记载。

## 早期记载
拜占庭帝国对该战役没有任何的记载，根据历史学家瓦尔特·卡吉的研究，这可能是由于拜占庭学者经常将这一战役与拜占庭在叙利亚吃到的其他败仗，如雅尔穆克战役和达辛战役混为一谈。关于这场战役的最早的历史记载似乎出自法兰克人的《弗雷德加尔编年史》，该书编于658-660年，但这一记载也可能是后来补上去的。

## 战前局势与战斗地点
根据大卫·尼科勒的著作，穆斯林军队于633年秋或634年初离开麦地那。他们于2月4日在达欣首次与拜占庭人交战并获胜。之后，拜占庭皇帝希拉克略前往埃梅萨（今霍姆斯），并派出增援部队前往保护滨海凯撒利亚。因此，哈里发命令穆斯林将领哈立德·本·瓦利德停止攻击萨珊王朝，前往叙利亚。接到命令后，哈立德向叙利亚进发，途中于4月24日左右击败了与拜占庭结盟的加萨尼人，之后又在没有遇到多少抵抗的情况下占领了布斯拉。到7月份，哈立德与阿布·乌拜达，耶齐德·本·阿布·素福彦，阿慕尔·本·阿斯和舒拉比·本·哈萨等将领率领的穆斯林军队会合。
哈立德与其他将领会合的地方被阿拉伯人称为阿季奈迪恩（Adjnadayn）。据穆斯林史学家的描述，该地位于今天以色列拉姆拉和拜特·吉布林（现称拜特·古夫林）之间的某个位置，但同时期的地理学家对此没有详细的描述。根据附近地区的地形，现代历史学家N.A.Miednikoff认为这场战斗是在以拉山谷进行的，那里有两个同叫al-Jannaba的村庄。根据由Miednikoff和迈克尔·扬·德戈耶提出，利昂·凯塔尼总结的假设，Adjnadayn这一名称来自于这两个村庄的名字的双数形式（al-Jannabatayn）与阿拉伯词ajnad（意为军队）的混合。

## 双方军力
9世纪穆斯林史学家瓦基迪的记载中，拜占庭军队数量超过5万，现代历史学家一般不相信这一数据，吉布在《伊斯兰百科全书》中认为，两军的军力都不会超过1万，穆斯林记载中的人数，尤其是拜占庭一方的人数被夸大了。而戴维·莫雷在《牛津军事史指南》中认为双方的兵力大约都有2万。
拜占庭军队由希拉克略皇帝的兄弟狄奥多尔和一位被穆斯林称为“Artabun”或“Wardan”的将领统帅。这两个称呼应该是亚美尼亚名字Vardan的变体。穆斯林记载中，Vardan是叙利亚境内主要的拜占庭基地埃梅萨的司令官。历史学家Kaegi认为，他统率着一支增援部队，这支援军可能是来自北方并包括一些亚美尼亚人；也可能是陪伴希拉克略来到叙利亚的部队。另外，拜占庭可能从当地的阿拉伯部落中招募了一些部队。而穆斯林军队由三支独立的部队组成，总指挥官应该是哈立德，也可能是阿慕尔（可能性不大）。

## 战斗与后果
拜占庭军队集中布阵，而阿拉伯军队分为三部分，阿布·乌拜达居中，阿慕尔与舒拉比一起指挥右翼，耶齐德指挥左翼，哈立德担任总指挥官。
战斗开始于拜占庭投石手和弓箭手的远程攻击，他们试图打击穆斯林军队的士气。穆斯林军尽管伤亡不小，但仍然坚定不移，由于距离太远，穆斯林军无法发动还击。穆斯林勇士向拜占庭军官发起了挑战，拜占庭人接受，但在决斗中落败，一些拜占庭军队开始动摇并从战场上逃离。哈立德趁机大举发动进攻，但没能击溃拜占庭军。
在战斗的第二天，拜占庭军队突袭穆斯林的营地，试图直接杀死哈立德，但是很快被发现，哈立德率部上阵，杀死了一名拜占庭指挥官（可能是Vardan），随后全力攻击拜占庭军。拜占庭军顽强抵抗，直到哈立德派出预备队加入攻击，才彻底打败了拜占庭军。
战后拜占庭军被迫撤退至大马士革。穆斯林的记载中，拜占庭两位指挥官之一（可能是Vardan）战死，狄奥多尔逃脱并向北撤退，希拉克略用亚美尼亚人瓦汉和大臣狄奥多尔·特里堤里乌斯代他作统帅，并把他送入君士坦丁堡的监狱。另一方面，穆斯林军也伤亡惨重，一些穆罕默德的萨哈巴，包括一些早期穆斯林贵族在战役中丧生并被视为殉教者。众多的死者加深了新兴的伊斯兰社群对于殉教的认识，不少来自麦加的迁士死亡，间接平衡了迁士与辅士这两股穆斯林内部的政治势力。
希拉克略皇帝得知战败的消息后，从埃梅萨撤退，回到更安全的安条克，幸存的拜占庭部队逃到了较安全的有城墙的城镇，放弃保卫乡村地带。这使得整个巴勒斯坦地区都暴露于穆斯林的袭击之下，特别是在远离沿海城镇的内陆地区。恐慌情绪在整个地区蔓延，大量农村人口也逃往城市避难。胜利的穆斯林部队再次分散成数支小部队，向多个方向进攻。接下来的一段时间里，他们攻陷了纳布卢斯（时名涅阿波利斯）、塞巴斯蒂亚、卢德（时名狄俄斯波利斯）、伊布纳，阿穆瓦斯（时名厄毛斯·尼科波利斯）、拜特·吉布林（时名厄琉特洛波利斯）以及沿海城市雅法等地。由于拜占庭军队已经逃走，这些地方大多只做了象征性抵抗就宣布投降。六个月后，穆斯林军队再度会合，在佩拉（今约旦境内）附近迎战另一支拜占庭军队，法尔战役随即爆发。 